# Joseph Alfred Novello
Joseph Alfred Novello (Londres, 1810 - Gènova, 17 de juliol de 1896), fou un editor de música, pertanyia a la Novello (nissaga de músics) doncs era el fill gran de Vincent Novello i el creador junt al seu pare de NOVELLO & COMPANY LTD, que revolucionària en l'edició musical del seu temps.
Alfred Novello va promoure i construir el negoci en un gran èxit comercial, i s'acredita com el primer a introduir les partitures de baix cost, reduint el preu de venda en una quarta part, i apartar-se del mètode de la publicació per subscripció. El 1836 va començar la publicació Novello del món musical, un periòdic setmanal que va ser el primer dedicat a la música; la seva publicació va continuar fins a 1891. Abans d'aquesta empresa de negoci, Alfred, havia practicat una mica de cant professional en la corda de baix.
Després del seu retir del negoci d'edició musical, Alfred Novello es va traslladar a Gènova i es va dedicar als seus interessos en l'empresariat italià, tocar i compondre música d'orgue, i l'estudi de la hidrodinàmica. Va obtenir diverses patents en la construcció de vaixells i va treballar amb William Froude. Una de les seves cinc germanes fou l'escriptora Mary Cowden Clarke (nom de casada, 1809-1897).